# Corythalia nigriventer
Corythalia nigriventer är en spindelart som först beskrevs av Pickard-Cambridge F. 1901.  Corythalia nigriventer ingår i släktet Corythalia och familjen hoppspindlar. Inga underarter finns listade i Catalogue of Life.